# Torneo de Catar 2015
El Qatar Total Open 2015 es un torneo de tenis WTA Premier en la rama femenina. Se disputa en Doha (Catar), en el complejo International Tennis and Squash y en cancha dura al aire libre, como antesala a los torneos WTA Premier Mandatory de la gira norteamericana. Los cuadro principales se juegan del 23 de febrero al 1 de marzo del 2015, pero la etapa de clasificación se disputó desde el 20 de febrero.

## Cabezas de serie

### Individuales femeninos
| Tenista             | Ranking | Preclasificada |
| Petra Kvitová       | 3       | 1              |
| Simona Halep        | 4       | 2              |
| Caroline Wozniacki  | 5       | 3              |
| Agnieszka Radwańska | 8       | 4              |
| Yekaterina Makarova | 9       | 5              |
| Andrea Petkovic     | 10      | 6              |
| Venus Williams      | 11      | 7              |
| Angelique Kerber    | 12      | 8              |

- Ranking del 16 de febrero de 2015

### Dobles femeninos
| Tenista                            | Ranking | Preclasificada |
| Hsieh Su-wei Sania Mirza           | 11      | 1              |
| Yekaterina Makarova Yelena Vesnina | 16      | 2              |
| Martina Hingis Flavia Pennetta     | 17      | 3              |
| Raquel Kops-Jones Abigail Spears   | 22      | 4              |

## Campeonas

### Individuales femeninos
Lucie Šafářová venció a  Victoria Azarenka por 6-4, 6-3

### Dobles femenino
Raquel Kops-Jones /  Abigail Spears vencieron a  Su-wei Hsieh /  Sania Mirza por 6-4, 6-4